# Sweno
Sweno va ser un operador mòbil virtual espanyol, propietat del Grup El Corte Inglés, que tenia previst fer ús de la xarxa GSM de Movistar (Telefónica), per oferir gràcies a ella els seus serveis. El nom prové dels mots "sueno" i "bueno".
l'empresa es va fundar l'any 2000 i el seu llançament comercial es va produir al desembre del 2006, però finalment el 2011 va descartar la seva posada en funcionament.